# 班·奇夫利
班·奇夫利（英語：Ben Chifley），全名約瑟夫·班納迪克特·奇夫利（英語：Joseph Benedict Chifley，1885年9月22日—1951年6月13日）是澳大利亚政治家，1945年至1949年担任第16任澳大利亞總理，是对澳大利亚影响最大的总理之一。他领导的工党政府以激进改革著称，在1946年至1949年之间颁布了229部法令，当时创下立法最多的纪录。
奇夫利政府的重要政绩包括：澳大利亚的战后移民体系、设立分别的澳大利亚公民籍、大型水电灌溉综合工程雪山山脉计划（Snowy Mountains Scheme）、将澳洲航空国有化并设立国有的跨澳航空公司（TAA）、改革社会保障、建立联邦就业服务、联邦开始向各州拨款建造公屋、设立大学委员会扩大高等教育、设立药品福利计划（Pharmaceutical Benefits Scheme及免费医院治疗、改革并扩大联邦科学与工业研究组织、设立社会康复服务、建立澳洲安全情报組織、澳大利亚国立大学等。
奇夫利政府任内主导了澳大利亚历史上少数成功的修改宪法全民公决，将一系列关于社会保障和服务的立法权赋予联邦政府。

## 家庭（1885年-1917年）
班·奇夫利出生在新南威爾士巴瑟斯特，父亲是祖籍爱尔兰的铁匠。他有三个兄弟，5岁到14岁期间由祖父抚养。由於祖父在1892年的一場银行危机中失去所有的储蓄，所以奇夫利从小就不喜欢私立银行。他就学于巴瑟斯特的罗马天主教学校，15岁初中毕业后辍学，到新南威尔斯铁路局工作，學習成为火车司机，後來還成為「澳大利亚火车司机工会」的发起人之一，并因此成为澳大利亚工党的积极党员。
1914年他與伊莉莎白·麥肯錫結婚；她是基督教長老教會的信徒，两人在長老教會教堂举行婚礼。虽然奇夫利继续参与天主教会，但他和非天主教徒的婚姻引起了天主教社群内的非议。1917年奇夫利参与领导一场持久罷工運動，因此被解雇，但杰克·兰（Jack Lang）任州长的新南威尔士州工党政府为他恢复职位。此后，奇夫利在劳资审判处代表其工会发言，並自修了劳资关系法。

## 早期政治生涯（1928年-44年）

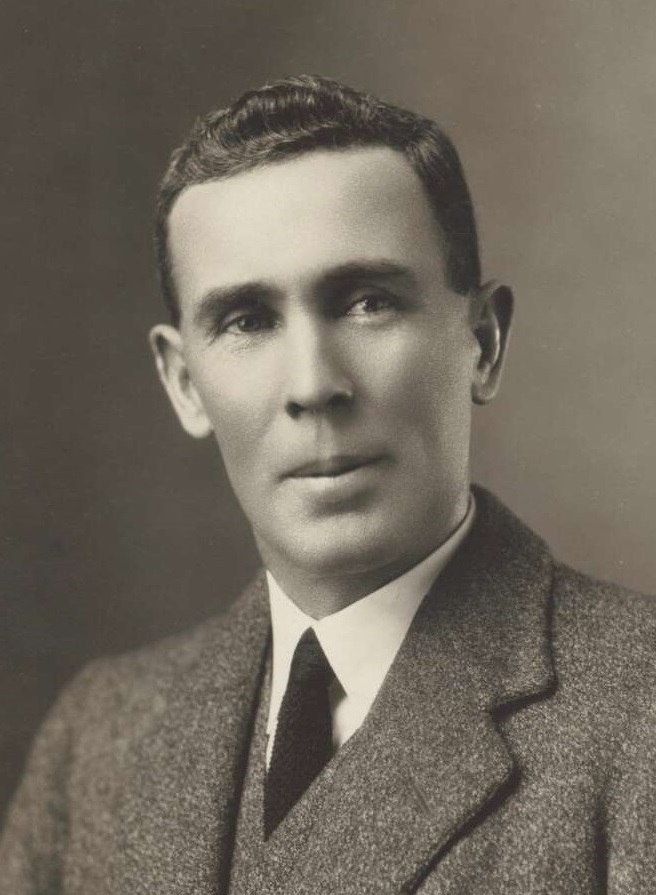
1930年代的奇夫利

1928年奇夫利在第二次參選时赢得澳大利亚国会下院麥覺里選區的议席。此选区包括奇夫利家乡巴瑟斯特，以及利斯戈、蓝山等地。奇夫利基本支持詹姆斯·斯卡林政府的經濟政策，1931年被任命國防部長。但工党在同年的大選中失利，奇夫利本人在自己的選區也落选于統一澳洲黨对手。在接下来的經濟大蕭條時期，他依賴妻家的钱财以及他擁有部份股權的地方報紙《National Advocate》的收益維持生活。
1935年由於他個人的專長，約瑟夫·萊恩斯政府指派他擔任关于銀行业的皇家调查委員會委員。他提出了一份少数派報告（即和委员会多数意见报告不同的报告），认为私人銀行應該轉为國有。
1934年再度失败后，1940年奇夫利终于贏回曾代表的議席，並於次年擔任約翰·柯廷工党內閣的財政部長。儘管弗蘭克·福德是柯廷總理的正式副手，但是奇夫利成为了總理最倚重的閣員。當時總理的工作重點聚焦在第二次世界大戰上，而奇夫利在總理的信任下，总管多数國內事務。奇夫利主导了戰時的政府支出和稅務兩方面的大幅膨胀；同时他执行的經濟資源管制政策引起媒體和工商界怨聲載道。

## 總理時代（1945年-49年）

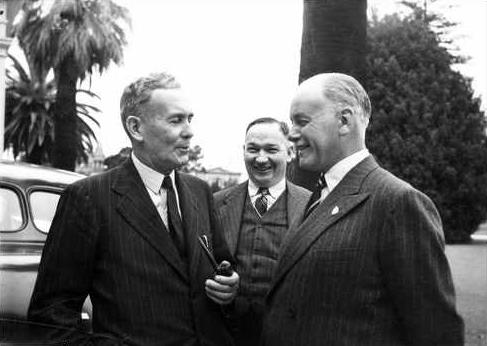
1946年，奇夫利（左）會晤南澳州長汤姆·布雷福（中）和 南澳州督诺里男爵（右）

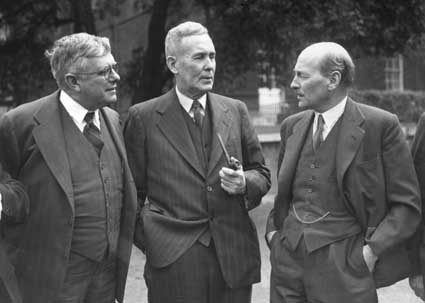
1946年，奇夫利（中）在倫敦和H.V.伊瓦特（左）、艾德禮（右）在一場大英國協領袖會議中合影

約翰·柯廷在1945年7月在總理任上辭世，弗蘭克·福德繼任了總理一職，但八天后奇夫利在黨內經過票選，当选工党党魁，遂取代了福德出任总理。一个月后，二战結束，国家政治生活恢复正常。奇夫利在1946年的聯邦大选中面臨了孟席斯所新成立的澳大利亞自由黨的挑戰，奇夫利以54%的两党择一选票数当选连任，成为第一次当选连任的工党政府。奇夫利在戰後時期維持了戰時經濟管制的政策，包括高油價（抑量）政策，使得社會大眾對他頗不諒解。事實上，由於當時澳大利亞的貿易倚賴英國甚深，所以奇夫利推行此政策的目的一部分是帮助缓解英國的戰後經濟问题。
奇夫利在感覺执政权已穩固之後，认为向工党的民主社會主義目标迈进的时机已到。奇夫利政府开始制订政策，以求在经济和社会领域达到更广泛的政府涉入和计划，这些政策的目标包括改善工作条件、全民就业、以及改善财富、收入及机会均等。
这些改革包括立法建立全民公费医疗。大英医学会（其澳大利亚分会是澳大利亚医学会的前身）在澳大利亚高等法院控告此法违反《澳大利亚宪法》并胜诉。奇夫利转而组织了澳大利亚历史上少有的成功修宪全民公决。经此修正后，《宪法》加入一条新的第51条第xxiiiA款，不仅允许联邦政府就医药福利立法，还包括了家庭补助、学生及医院福利、儿童福利、遗孀救济金、失业金以及产假补助等。奇夫利政府依据此权再度立法设立医药福利计划，此计划下囊括的必须药品都经由政府资助免费提供，高等法院裁定医药福利计划符合宪法，此后成为澳大利亚福利社会的重要组成部分。
以这一成功的基础上，奇夫利成功领导澳大利亚的战时经济转型为和平经济，并同时实行了一系列社会福利方面的政策。这些政策包括更公平的养老金、遗孀救济金、失业金和医疗福利，建造新的大学和技术学院，以及1945年至1949年之间建造的200,000栋新房屋。1941年至1949年之间奇夫利政府和之前的柯廷政府新增的社会福利使得澳大利亚联邦政府在社会设施方面的支出翻了10倍。具体的政绩包括：
- 1946年起推行为领取养老、残疾、遗孀救济金人士减免电台、电视收费。
- 1947年起取消发放社会福利中除土著人以外的其它依据种族的限制，扩大各种救济金和产假补助的发放范围，包括居住一年以上的非外国人也可获得产假补助。
- 1947年扩大儿童补助金的发放范围并增加金额，取消各种限制，包括允许分居或独居妇女领取补助金。
- 1948年立法开展全国性疏通水利工程。设立奶业基金以稳定奶制品出口回报。
- 设立联邦听力实验室。
- 开始对各州农业发展进行补贴。
- 设立联邦重建训练计划，为归国的退役军人提供完成或开始大学学业的机会。并为退役军人提供补助金、失业救济金、贷款、职业技能训练、改善落户政策。
- 设立联邦奖学金、澳大利亚国立大学、联邦教育署，扩大高等教育机会。其中澳大利亚国立大学的设立为澳大利亚提供了现代化的本科以上研究设施，并吸引许多由于二战离开欧洲的世界著名学者到澳洲治学，国立大学至今仍是澳大利亚最具名誉的研究型大学。为退役军人和其他学生提供奖学金，并为大学提供经费扩张师资和校舍，以容纳新增的补助学生和退役军人学生。
- 1948年起向各州拨款，提供免费精神医疗服务，并总体改善所有医院设施。
- 1946年设立煤矿业审判所和联合煤矿委员会，改善矿工工作生活条件。
- 设立联邦就业服务，为失业人员提供在就业服务。
- 1948年设立分别的澳大利亚公民籍，脱离大英帝国共有的英国子民身份。
- 建设大型水电灌溉工程雪山山脉计划（Snowy Mountains Scheme）。
- 1947年将澳洲航空收归国有、1946年设立国有的跨澳航空公司（TAA），在后来数十年中两家成为澳大利亚最大的航空公司之二。
- 改革并扩大澳大利亚主要的国有科技研究机构联邦科学与工业研究组织。
- 设立对外情报机构澳洲安全情報組織。

史学家评论认为奇夫利政府有效管理了澳大利亚的战时经济，成功将战后债务减到最小。在退伍军人政策上也取得成功，总体避免了第一次世界大战中退伍军人经受的经济和社会困难。此外，奇夫利政府的自由化经济政策也在50、60年代的经济复苏中显露成效。一位史学家评价奇夫利政府：“以收敛和管控把握了经济发展及福利保障之间的平衡，并为澳大利亚的战后经济繁荣构筑了框架”。
但在1947年奇夫利政府又提出進行銀行业國有化的政策。這項政策招致了媒體中非常巨大的反對聲浪，使中產階級总体不再支持工黨政府。最终，澳大利亞高等法院裁定相關法令违宪。奇夫利政府对银行业的改革政策中唯有《1945年银行业及联邦银行法令》成功保留，此法令将货币政策归为联邦政府职权，并设立澳大利亚联邦银行为澳大利亚的中央银行和国有银行。
1949年六月开始，煤矿业爆发了一场持久而且激烈的罢工，造成失业率上升以及经济困难。奇夫利将这场罢工视为澳大利亚共产党试图争夺工党作为工人阶级代言政党地位的举动，因此调动军队解决罢工。虽然奇夫利立场强硬，但对手孟席斯利用冷战恐惧，指控工党软弱对待共产党。
由于这些因素，加上选民总体认为奇夫利政府执政后期越加傲慢、日益孤行，导致1949年大选中工党大幅失利。在这次大选中下院新增加了47个议席，但工党议席仅增加了四席，而孟席斯的自由党及其联盟政党则增加了48個議席。

## 反对党领袖（1949年-51年）
當時的奇夫利已年屆64歲，健康不如從前（他和約翰·柯廷一樣，也是菸癮很重的人），不過他拒絕就此退休。工黨在上議院仍保有席次上的優勢，於是奇夫利作为反对党领袖充分利用這個舞台，使孟席斯政府的提案皆遭駁回。孟席斯因此提出取缔澳大利亞共產黨的法案。孟席斯預期奇夫利會再於上議院將此案駁回，根据《宪法》这样孟席斯就可同时解散两院（double dissolution）进行国会两院全额改选（普通大选中参议院每届仅有一半议席改选）。但是出乎孟席斯预料，工党在修正此草案后通过了此法案（后来高等法院裁定此法令违宪）。但几个月后奇夫利否决孟席斯的《联邦银行业法案》后，孟席斯即以此为为由解散两院，与1951年四月举行两院全额改选。虽然在奇夫利领导下工党夺回众议院五个议席，但在参议院失去六个议席，联盟党得以控制两院。

## 去世
同坎培拉初建时的许多其他联邦政治人物一样，奇夫利从政期间没有落户坎培拉，需要在坎培拉办公时长期寓居坎培拉库拉君飯店（Hotel Kurrajong），甚至在当选总理后也不愿搬入總理府。大选过后几星期后，奇夫利就在库拉君飯店房间里心臟病發。虽然刚开始他不认为是大问题，所以不愿让秘书叫医生，但秘书发现他情况恶化后叫来医生，医生要求立即送医院。奇夫利在去医院途中在救护车上去世。消息报送到总理孟席斯时，孟席斯正在国会大厦国王厅参加国会舞会（奇夫利受邀但没有参加）。孟席斯非常悲痛，一改平时波澜不惊的外表以断断续续的低沉嗓音向与会者宣布奇夫利去世的消息。他说“虽然我们是政敌，但他是我的朋友也是你们的朋友，是一个好澳大利亚人。”他宣布舞会立即结束，在再次谈到他和奇夫利的友谊后又说“奇夫利先生多年以来为这个国家做出了优秀的贡献”。

## 榮譽
澳大利亚以奇夫利命名的事物包括：
- 坎培拉的奇夫利区。
- 悉尼的奇夫利区。
- 奇夫利联邦选区。

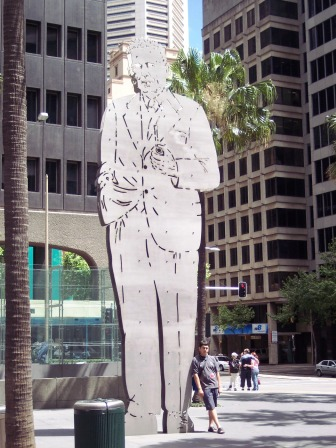
树立在悉尼奇夫利广场的奇夫利平板雕像

- 在巴瑟斯特的奇夫利故居现在是奇夫利故居及教育中心。
- 悉尼市中心有奇夫利广场和奇夫利大厦，后者是悉尼最高建筑。
- 澳大利亚國立大學的主要圖書館奇夫利圖書館。
- 蓝山紫罗兰洞中的奇夫利洞（原称左帝国洞）。
- 奇夫利学院是西悉尼几座中学的合称。
- 查爾斯史都華大學位于巴瑟斯特校区的一组宿舍楼合称为奇夫利学舍。
- 一家澳大利亚连锁旅馆

位于悉尼的西雪梨大學在1987年规划时新南威尔士州工党政府原定名为“奇夫利大学”，1989年自由党在新南威尔士州执政后改现名，在1997年工党再度执政时以“对具有永久重要性的机构以‘西悉尼’冠名”的政策理由维持了新的名字。

## 深入閱讀
- Ben Chifley, Things Worth Fighting For (collected speeches), 墨爾本大學出版社, 1952
- L F Crisp, Ben Chifley: A Political Biography, 朗文, Green and Co, 1961
- David Day, Chifley, HarperCollins, 2001
- Duncan Waterson, Australian Dictionary of Biography Vol. 13 A-D pp. 412-420, 墨爾本大學出版社, 1994

## 外部連結
- Ben Chifley - 澳大利亞的總理 / 澳大利亞國家檔案
- 奇夫利研究中心
- Chifley College Dunheved Campus

| 官衔                        | 官衔                         | 官衔                        |
| --------------------------- | ---------------------------- | --------------------------- |
| 前任者： 約翰·達利          | 國防部長 1931 – 1932         | 繼任者： 喬治·皮爾斯        |
| 前任者： 法登               | 財政部長 1941 – 1949         | 繼任者： 法登               |
| 前任者： 弗蘭克·福德        | 澳大利亞總理 1945 – 1949     | 繼任者： 羅伯特·戈登·孟席斯 |
| 前任者： 羅伯特·戈登·孟席斯 | 反對黨領袖 1949 – 1951       | 繼任者： H·V·伊瓦特         |
| 澳大利亚议会                |                              |                             |
| 前任者： 亞瑟·曼寧          | 麥覺里選區議員 1928 – 1931   | 繼任者： 約翰·勞森          |
| 前任者： 約翰·勞森          | 麥覺里選區議員 1940 – 1951   | 繼任者： 安東尼·盧凱蒂      |
| 政党职务                    |                              |                             |
| 前任者： 約翰·柯廷          | 澳大利亞工黨領袖 1945 – 1951 | 繼任者： H·V·伊瓦特         |